# Savo Drezgić
Savo Drezgić (in serbo Саво Дрезгић?; Belgrado, 11 agosto 2006) è un cestista serbo.

## Palmarès
- Lega Adriatica: 1

Partizan Belgrado: 2022-23